# Systemlieferant
Ein Systemlieferant entwickelt, dokumentiert und konstruiert Komponenten der Produkte eines Geräteherstellers (Original Equipment Manufacturer (OEM), dt. Originalgerätehersteller). Darüber hinaus hat er auch die Möglichkeit, diese Komponenten herzustellen sowie Serien- und Ersatzteillieferung für die Geräteproduktion seines Auftraggebers zu übernehmen. Durch die Spezialisierung des Systemlieferanten auf sein Kerngebiet können für seinen Auftraggeber Kostenvorteile realisiert werden. 
Systemlieferanten werden auch als Tier-One-Lieferanten (engl. tier = Rang) bezeichnet, in Abgrenzung zu Teile- oder Komponenten-Lieferanten (Tier Two) und Rohstoff- oder Materiallieferanten (Tier Three).

## Allgemeine Hinweise
In rezessiven Wirtschaftsphasen spüren Zulieferer aus den Branchen Maschinenbau und Gerätebau besonderen Druck aus dem Markt. Da sich der Zuliefermarkt bisher als Käufermarkt dargestellt hat, ist leicht vorstellbar, in welchem Ausmaße sich verändernde Marktbedingungen bei den Originalgeräteherstellern (OEM) auf dem Zulieferermarkt auswirken. Die Verhandlungsspielräume der Zulieferer werden in starkem Maße von den OEM-Kunden bestimmt. Wettbewerbs- und Kostenzwänge werden direkt an den Zulieferer weitergegeben. Umso mehr sollten Veränderungen in diesem Markt registriert und analysiert werden, so dass die Unternehmen dieses Wirtschaftszweigs ihre strategische Ausrichtung überprüfen und ggf. situationsadäquat anpassen können.
Die zunehmende Internationalisierung des Wettbewerbs führt bei dem Originalgerätehersteller zu einem existenziellen Kostendruck. Der Wettbewerb forciert den Prozess, die Produktlebenszyklen zu verkürzen. Die Zeiträume von der Markteinführung eines innovativen Produkts zum nächsten verkürzen sich dynamisch. Demgegenüber muss beachtet werden, dass die Konstruktions- und Entwicklungszeiten wachsen, die bei sehr komplexen Systemen notwendig sind, um neue Technologien oder technologieintensive Produkte entstehen zu lassen.
Die Folge ist ein dramatisches Wachstum der F&E-Aufwendungen, das nicht zuletzt den Cash-Flow der Unternehmen erheblich belastet. Demnach ist neben der Notwendigkeit die Produktivität zu steigern, für eine Stärkung ihrer Wettbewerbsfähigkeit die Verkürzung der Produktentwicklungszeiten von essenzieller Bedeutung. Diese darf allerdings nicht durch höheren F&E-Aufwand getragen werden. 
Dazu bedienen sich die OEMs sogenannter Systemlieferanten. Diese sind in der Lage, durch ein umfangreiches Leistungsangebot von der Entwicklung, Konstruktion über die Herstellung sowie Lieferung in Serie bis hin zur Erstellung von technischen Dokumentationen und Übernahmen des Ersatzteilmanagements die Kernbereiche des OEM zu entlasten. 
Ein Systemlieferant zeichnet sich im Gegensatz zum Modul- oder Teilelieferant durch eine hohe eigene Entwicklungsleistung aus.